# Herta Müller
Herta Müller (Niţchidorf, 17. kolovoza 1953.), njemačko-rumunjska spisateljica i pjesnikinja poznata po svojim djelima koja vjerno prikazuju teror režima Nicolaea Ceauşescua, povijest Nijemaca u Banatu i progon rumunjskih Nijemaca kojeg je provodio staljinistički režim, a kasnije i rumunjski komunistički režim u njezinoj rodnoj zemlji. Herta Müller je tijekom 1990-ih postala svjetski renomirani autor, a njezina su djela prevedena na preko 20 jezika. Također joj je uručeno preko 20 nagrada među kojima su Nagrada Kleist 1994., Nagrada Aristeion 1995., Dublinska nagrada 1998., Nagrada za ljudska prava "Franz Werfel" 2009., te, kao kruna karijere, Nobelova nagrada za književnost 2009. godine.